# George Gardner
George Gardner (Ardentinny, 10 de mayo de 1810 -10 de marzo de 1849, Ceilán), fue un destacado botánico taxónomo escocés, desarrollando una gran carrera como Director del Real Jardín Botánico de Peradeniya, en Sri Lanka, durante el virreinato de la India.
Bajo la dirección de George Gardner en 1844 se efectuaron muchas mejoras importantes en la institución siendo su principal trabajo la exploración del país para la colección y el estudio de su flora. Murió siendo su director, en 1849.

## Honores

### Eponimia
- (Bignoniaceae) Gardnerodoxa Sandwith[1]

- La abreviatura «Gardner» se emplea para indicar a George Gardner como autoridad en la descripción y clasificación científica de los vegetales.[2]